# متعقب النشاط

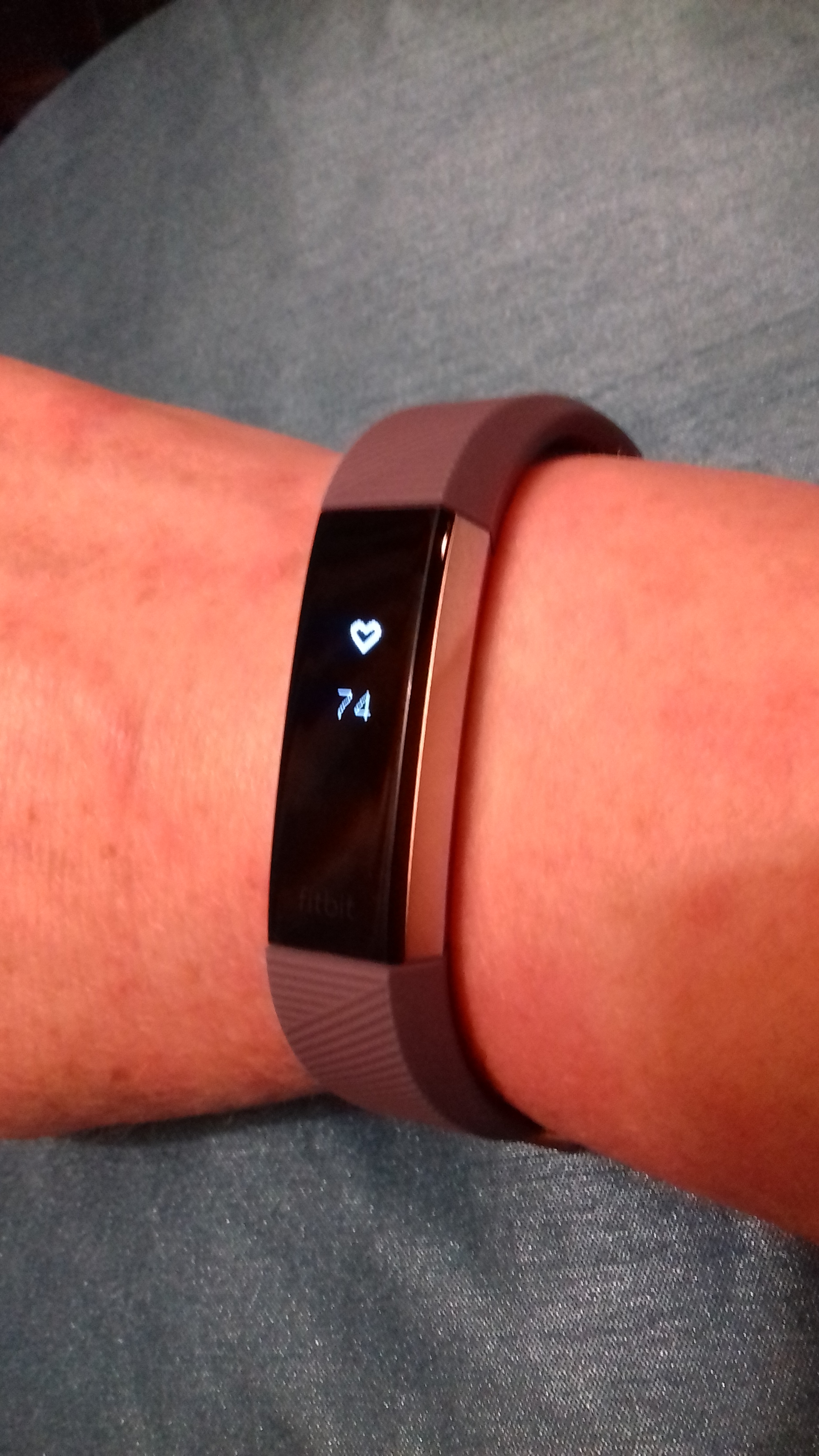
Fitbit Alta HR: سوار ذكي لتتبع اللياقة والصحة

متعقب النشاط ، المعروف أيضًا باسم متتبع اللياقة البدنية ، هو جهاز أو تطبيق لرصد وتعقب المقاييس المتعلقة باللياقة البدنية مثل المسافة المقطوعة أو الجري ، واستهلاك السعرات الحرارية ، وفي بعض الحالات نبضات القلب. إنه نوع من أجهزة الكمبيوتر القابلة للارتداء . يستخدم المصطلح الآن بشكل أساسي للساعات الذكية التي تتم مزامنتها ، في كثير من الحالات لاسلكيًا ، مع جهاز كمبيوتر أو هاتف ذكي لتعقب البيانات على المدى الطويل. هناك أيضًا تطبيقات مستقلة للهاتف المحمول و فيسبوك. حيث وجدت بعض الأدلة أن استخدام هذا النوع من الأجهزة يؤدي إلى فقدان الوزن بشكل أقل وليس أكثر. وتميل أجهزة تعقب النوم إلى عدم اكتشاف اليقظة .

## نبذة تاريخية
يشير مصطلح "متعقبات النشاط" الآن بشكل اساسي إلى الأجهزة القابلة للارتداء التي تراقب وتسجيل نشاط اللياقة البدنية للشخص. انبثقت الفكرة من السجلات المكتوبة التي أدت بدورها إلى ظهور سجلات الكمبيوتر على غرار جداول البيانات والتي تم إدخال البيانات فيها يدوياً، مثل ذلك الذي قدمة مجلس الرئيس للياقة البدنية والرياضة في الولايات المتحدة من قبله كجزء من تحدي الرئيس . كما تسمح التحسينات في التكنولوجيا في أواخر القرن العشرين وأوائل القرن الحادي والعشرين بتسجيل المراقبة وانشطة اللياقة البدنية ودمجها في المعدات التي يسهل ارتداؤها. ومن الأمثلة الأولى على ذلك أجهزة كمبيوتر للدراجات بحجم ساعة اليد، وقياس السرعة والمدة الزمنية والمسافة المقطوعة وغيرها، والتي توفرت بحلول أوائل التسعينات. حيث كانت أجهزة مراقبة معدل ضربات القلب القابلة للارتداء للرياضيين متوفرة في عام 1981. وتشمل جهاز لاسلكي لمراقبة معدل ضربات القلب المدمجة مع معدات اللياقة البدنية ذات الدرجة التجارية الموجودة في صالات الألعاب الرياضية ، وهي متاحة في الأجهزة الإلكترونية الاستهلاكية بحلول أوائل القرن الحادي والعشرين على الأقل.
وتعتبر أجهزة متعقبات النشاط الإلكترونية نسخ مطورة بشكل أساسي للمقاييس البدائية، من عدادات الخطى ؛ بالإضافة إلى عد الخطوات ، فإنها تستخدم مقاييس التسارع ومقاييس الارتفاع لحساب المسافة المقطوعة، ورسم بياني للنشاط البدني الإجمالي ، وحساب السعرات الحرارية ، وفي بعض الحالات أيضًا مراقة ورسم بياني لمعدل ضربات القلب وجودة النوم. كما يتوفر لدى بعض الاجهزة أيضًا إنذاراَ صامتاً . حيث أن بعض النماذج الحديثة تقترب من تعريف الولايات المتحدة للشاشة الطبية من الدرجة الثانية ، وفي نهاية الأمر يأمل بعض المصنّعين في جعلها قادرة على التنبيه في حال هناك اي مشكلة طبية ، على الرغم من أن موافقة إدارة الغذاء والدواء ستكون مطلوبة. الإصدارات القديمة مثل Fitbit الأصلية (2009) ، حيث كانت ترتدى مشذبة على الخصر ؛  و منذ ذلك الحين تنوعت الأشكال لتشمل الأساور وشارات الذراع ( العصابات الذكية ) والأجهزة الأصغر التي يمكن قصها في أي مكان تفضله. و طورت Apple وNike معًا Nike + iPod ، وهو حذاء مزود بمستشعر يعمل مع iPod Nano .
بالإضافة إلى ذلك ، توجد تطبيقات تسجيل للهواتف الذكية و فيسبوك؛  كما يعمل نظام Nike + الآن بدون مستشعر الأحذية ، من خلال وحدة GPS في الهاتف، وتوفر Apple Watch وبعض الساعات الذكية الأخرى وظائف تعقب اللياقة البدنية. في الولايات المتحدة ، طورت شركة BodyMedia جهاز تعقب نشاط يمكن ارتداؤها لمدة أسبوع ، والذي يستهدف مقدمي الخدمات الطبية والتأمين وأصحاب العمل الذين يسعون إلى قياس لياقة الموظفين ،  كما تقوم خدمة برنامج Jawbone's UP للمجموعات بتجميع البيانات وإخفاء هويتها من تطبيقات وتعقب الأنشطة القابلة للارتداء الخاصة بالشركة لأصحاب العمل. و تهدف أدوات تعقب النشاط الأخرى إلى مراقبة العلامات الحيوية لدى كبار السن ومرضى الصرع والأشخاص الذين يعانون من اضطرابات النوم وتنبيه مقدم في حال وجود مشكلة ما .
تعتبر سماعات الأذن وسماعات الرأس مكاناً أفضل لقياس بعض البيانات ، بما في ذلك درجة حرارة الجسم الأساسية ؛ لذلك طورت شركة Valencell تقنية استشعار لتعقب الأنشطة الجديدة التي تأخذ قراءاتها من الأذن بدلاً من المعصم أو الذراع أو الخصر. كما قامت العديد من الشركات أيضًا بإصدار أجهزة على شكل حلقة تعمل على رفع الشعيرات الدموية في الإصبع.
ويوجد هناك أدوات تعقب نشاط للكلاب مثبتة على طوق.
تأتي الكثير من جاذبية أدوات تعقب النشاط التي تجعلها أدوات فعالة في زيادة اللياقة الشخصية من تحويلها إلى لعبة ومن البعد الاجتماعي للمشاركة عبر وسائل التواصل الاجتماعي وما ينتج عنها من تنافس. و يمكن أن يكون الجهاز بمثابة وسيلة للتعرف على المجتمع ،  والذي يمتد إلى مشاركة أوسع.
و يقدم الهاتف الذكي أو تطبيقات الويب القياسية لتعقب نشاط بيانات في شكل إحصائي يُقصد عرضها بعد انتهاء النشاط. ومع ذلك ، تشير الأبحاث إلى أننا إذا أردنا فهمًا أوسع للبيانات ، فنحن بحاجة إلى تضمين الحوسبة الذكية في الأنظمة التي تشغل التطبيقات.
و لايزال لدى بعض المستخدمين والمراجعين وجهتي نظر اتجاه التكنولوجيا ، مما يشير إلى أنه في مثل هذه "المرآة" أي التكنولوجيا التي تعرض هوية الفرد ، فإن التلفيقات والتضليل قد تسبب المشاكل . هناك أيضًا أبحاث تطرح مشاكل تتعلق بأجهزة التعقب فيما يتعلق بكيفية سكننا وتجربتنا وتخيلنا لأجسادنا وحياتنا. وتتضمن جميع أشكال علم الحياة وأيضًا فيما يتعلق على بالخصوصية. حيث أدت الشبكات الاجتماعية المرتبطة بتعقب النشاط البدني إلى انتهاكات الخصوصية مثل النشر غير الطوعي للنشاط الجنسي ،  وإمكانية وصول شركات الإعلان وشركات التأمين الصحي إلى البيانات الصحية الخاصة من خلال الأجهزة وهذا يعتبر مصدراً قلقاً. وفي عام 2016 ، تم إحراز العديد من التطورات فيما يتعلق بتعقب اللياقة البدنية الموجهة للأطفال مع مجموعة متنوعة من الخيارات من منظمات مثل اليونيسف وغارمين .

## أجهزة الاستشعار القابلة للإرتداء
تستخدم أجهزة الاستشعار القابلة للارتداء على نطاق واسع في العلوم الطبية والرياضة والأمن. و يمكن لهذة الأجهزة التي يمكن ارتداؤها اكتشاف المواقف غير الطبيعية وغير المتوقعة ، ومراقبة المؤشرات والأعراض الفسيولوجية من خلال أجهزة التتبع هذه. ولقد غيرت هذه التكنولوجيا الرعاية الصحية من خلال السماح بالمراقبة المستمرة للمرضى دون دخول المستشفى. يمكن تقديم المراقبة الطبية لقياس درجة حرارة جسم المريض ومعدل ضربات القلب وتقلباته  ونشاط الدماغ وحركة العضلات وغيرها من المعلومات الصحية الهامة من خلال أجهزة التعقب هذه. علاوة على ذلك ، في التدريب الرياضي هناك طلب متزايد على أجهزة الاستشعار القابلة للارتداء. فعلى سبيل المثال ، كان قياس معدل التعرق قبل بضع سنوات ممكناً فقط في المختبرات ، ولكنه أصبح ممكنًا الآن باستخدام أجهزة الاستشعار هذه. وأيضاً لدى جهاز قياس تقلب معدل ضربات القلب (HRV) القدرة على تحديد نوع نظام التمرين. بالإضافة إلى ذلك ، يوصى باستخدام HRV بين المجتمع الرياضي كعلامة تحذير للإفراط في التدريب. ، وأيضاً يمكن استخدام HRV لتحسين الأداء.

## الأداء
تتوفر اجهزة تعقب النشاط مع عروض التخفيض أو بدونها.
حيث يمكن أن تؤدي بعض حركات المستخدم ، مثل العمل في المنزل أو ركوب الدراجات أو السباحة أو الرقص أو التجديف ، إلى تشويه النتائج التي يتم الحصول عليها من أجهزة متعقبات النشاط . وفي اختبار أجرته Stiftung Warentest ، فعلى سبيل المثال ، لم يحدد أي منتج مسافة ركوب الدراجة ، حتى بالارقام التقريبة. علاوة على ذلك ، كانت القيم المحددة لتحويل الطاقة البشرية خاطئة. مع معدل ضربات القلب ، لوحظت انحرافات كبيرة في أجهزة تعقب المعصم ، ويوصى باستخدام أحزمة الصدر المناسبة لهذا الغرض.
يمكن أن تكون الأساور غير مريحة عند ارتدائها وتضيع دون قصد. بالنسبة لبعض المنتجات تم الكشف عن المواد السامة للجينات .
يمكن أن يؤدي ربط اجهزة تعقب النشاط بالشبكات الاجتماعية إلى انتهاك الخصوصية ، مثل النشر غير الطوعي للنشاط الجنسي. حيث لا تنقل تطبيقات بعض أدوات تعقب النشاط بنقل البيانات الشخصية فحسب ، بل تنقل أيضًا قوائم العناوين الخاصة إلى الخوادم على الإنترنت دون إخطار المستخدم أو سؤاله. حتى في حالة عدم الكشف عن هويته ، فإن مجرد وجود بيانات تحديد الموقع الجغرافي قد يمثل خطرًا على الأمن القومي. ومع ذلك ، فإن نتائج دراسة بين المشاركين شبه المحترفين (نصف) في الماراثون تشير إلى أن هؤلاء المستخدمين منفتحون على مشاركة بيانات النشاط المتعقبة على أساس تطوعي مع: الأصدقاء (51.7٪) ، أفراد الأسرة (43.4٪) ، أو الطبيب. (32.3٪).

## استخدامات طبية
بالنسبة للأشخاص الذين يعانون من زيادة الوزن أو السمنة ، فقد وجدت بعض الأدلة أن استخدام هذا النوع من الأجهزة يؤدي إلى فقدان وزن أقل بدلاً من أن يكون أكثر بعد 18 شهرًا من الاستخدام. ومع ذلك ، فقد لوحظ أن متعقب النشاط المستخدم في هذه الدراسة هو نموذج تم إيقافه الآن حيث كان يتم ارتداؤه في الجزء العلوي من اليد ، والذي قد يكون غير مريح ، وكانت أوقات ارتداء المتعقب قليلة. وتم إيجاد مراجعة واحدة لست دراسات أنه كان هناك القليل من الأدلة على أن متعقبات النشاط تحسن النتائج الصحية. ولكنه من بين خمس دراسات تم البحث عن في فقدان الوزن ، وجدت دراسة واحدة من بينهن بأن لها فوائد ، ووجدت الأخرى ضررًا ، و لم تجد الدرسات الثلاث الأخرى أي تأثير. وكذلك وجدت مراجعة منهجية أخرى تغطي 35 دراسة و 7454 مشاركًا ، كما نُشرت في المجلة البريطانية للطب الرياضي ، أن مستخدمي متعقب النشاط زاد نشاطهم البدني بمعدل 1850 خطوة في اليوم.
وفقًا لدراسة أخرى تقارن بين التدخلات لمدة 8 أسابيع ومتابعة أربعة أشهر لأجهزة مراقبة النشاط البدني ، وبرنامج فقدان الوزن الموجه ، وكلاهما معًا ، حيث أن مراقبة النشاط وبرنامج إنقاص الوزن ترتبط بتحسينات مماثلة وكلاهما مرتبط بمزيد من التحسينات أفضل من أن يكون كلا منهما على حده.
ومن غير الواضح ما إذا كانت تغييرات النشاط تحدث عند الأطفال والمراهقين.